# Zbrojnikowate (pająki)
Zbrojnikowate (Eutichuridae) – rodzina pająków z podrzędu Opisthothelae i infrarzędu Araneomorphae.
Pająki te mają szeroko rozmieszczone oczy o rozstawie zajmującym całą szerokość głowowej części prosomy. Oczy pary przednio-bocznej i tylno-bocznej są umieszczone na wspólnych wzgórkach. Błona odblaskowa oka ma pośrodku przepaskę z ciemnych dziurek, tylko u niektórych przedstawicieli rodzaju Cheiracanthium ma kształt kajaka. Karapaks zwykle pozbawiony jest jamek tułowiowych. Płytkie jamki obecne są tylko u niektórych przedstawicieli rodzaju Cheiracanthium. Odnóża kroczne zwieńczone są parą pazurków i przypazurkową kępką szczecinek. Kądziołki przędne przednio-bocznej pary mają kształt stożkowaty, stykają się nasadami i nie wykazują dymorfizmu płciowego. Tylno-środkowa para kądziołków również jest stożkowata. Walcowate gruczoły przędne są małe lub całkiem zanikłe. Kądziołki tylno-bocznej pary mają zwykle wydłużone człony odsiebne. Nogogłaszczki samca cechują się obecnością apofizy retrolateralnej, a w przypadku gatunków z jamkami tułowiowymi lub kajakowatymi błonami odblaskowymi także rozszerzoną z tyłu retrolateralną krawędzią cymbium.
Takson ten wprowadzony został w 1967 roku przez Pekkę Lehtinena jako podrodzina Eutichurinae. Podrodzinę tę klasyfikowano w obrębie aksamitnikowatych lub Miturgidae aż w 2014 Martín Ramírez wyniósł ją do rangi osobnej rodziny. 
Należy tu 12 rodzajów:
- Calamoneta Deeleman-Reinhold, 2001
- Calamopus Deeleman-Reinhold, 2001
- Cheiracanthium C. L. Koch, 1839 – kolczak
- Cheiramiona Lotz & Dippenaar-Schoeman, 1999
- Ericaella Bonaldo, 1994
- Eutichurus Simon, 1897
- Lessertina Lawrence, 1942
- Macerio Simon, 1897
- Radulphius Keyserling, 1891
- Strotarchus Simon, 1888
- Summacanthium Deeleman-Reinhold, 2001
- Tecution Benoit, 1977